# Municipi de Txuprene
El municipi de Txuprene (búlgar: Община Чупрене) és un municipi búlgar pertanyent a la província de Vidin, amb capital a la ciutat de Txuprene. Es troba a l'extrem meridional de la província, a la frontera amb Sèrbia. A la frontera d'aquest municipi s'hi troba el pic Midžor, el cim més alt dels Balcans occidentals.
L'any 2011 tenia 2.083 habitants,el 83,85% búlgars i el 15,99% gitanos. Una quarta part de la població viu a la capital municipal, Txuprene.

## Localitats
El municipi es compon de les següents localitats:
| Localitat     | Ciríl·lic    | Població(desembre de 2009) |
| ------------- | ------------ | -------------------------- |
| Txuprene      | Чупрене      | 576                        |
| Dolni Lom     | Долни Лом    | 229                        |
| Gorni Lom     | Горни Лом    | 777                        |
| Protopopintsi | Протопопинци | 91                         |
| Replyana      | Репляна      | 193                        |
| Sredogriv     | Средогрив    | 129                        |
| Targovixte    | Търговище    | 162                        |
| Varbovo       | Върбово      | 128                        |
| Total         |              | 2285                       |